# Wald (Zurique)
Wald é uma comuna da Suíça, no Cantão Zurique.

## Heráldica
Brasão de Armas
Em fundo prata com a representação de um relvado verde e três abetos de troncos vermelhos

## Etimologia
Wald é a palavra alemã para floresta. A cidade foi assim baptizada em associação às densas florestas que rodeiam o Vale do Jonas, onde a comuna se localiza.

## Geografia

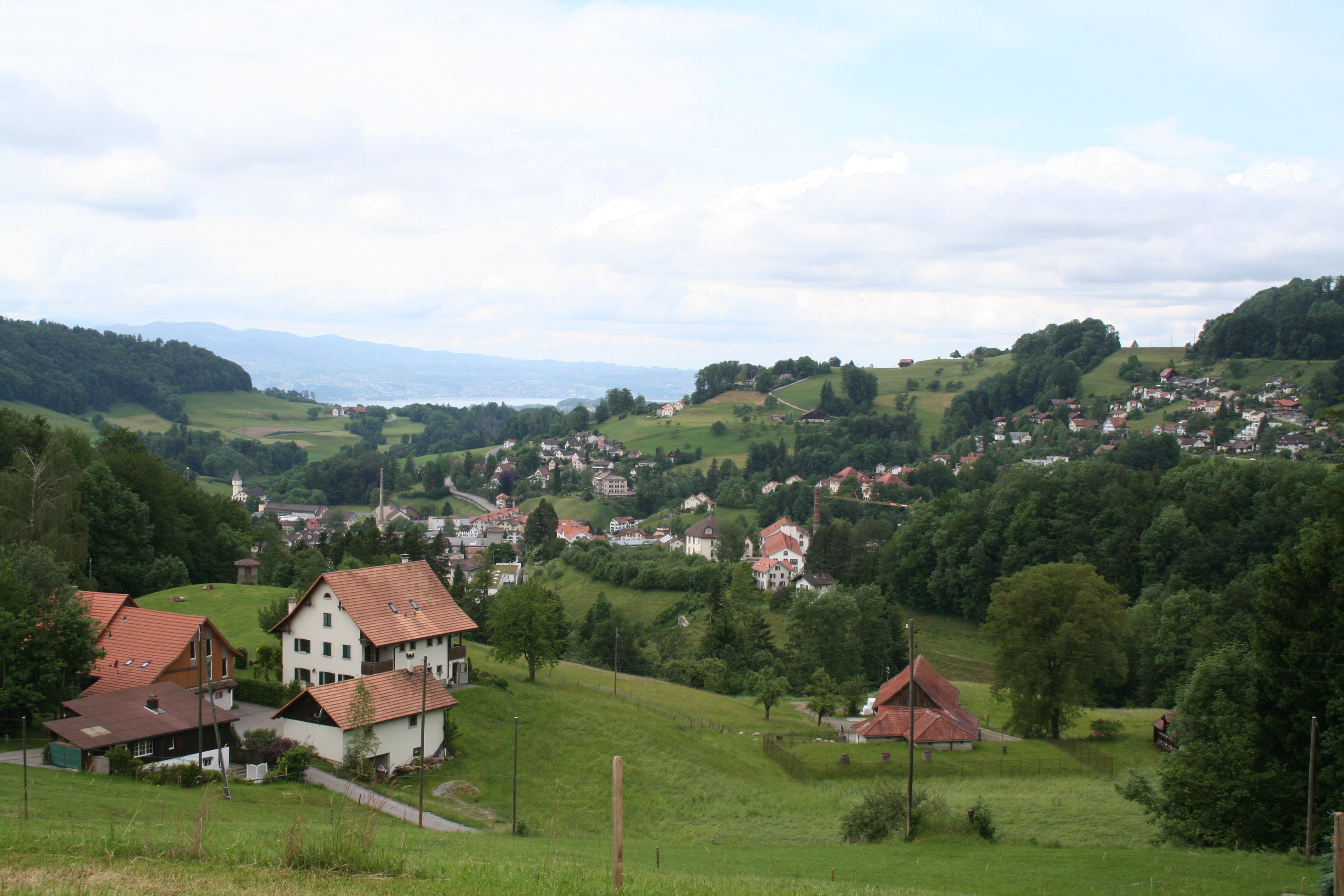
Vista sobre Wald

Wald situa-se em Zürcher Oberland, a zona sudoeste do Cantão de Zurique, na rota Rüti ZH – Bauma – Winterthur. Rodeada pelas pequenas montanhas de florestas luxuriantes - Bachtel, Scheidegg e Batzberg - no sopé do Vale do Jonas, Wald faz fronteira a sul com o Cantão de St. Gallen.
Wald confina com as comunas Dürnten, Eschenbach (SG), Fischenthal, Goldingen (SG), Hinwil e Rüti.
A língua oficial nesta comuna é o alemão. É de referir, porém, que dos 8950 habitantes desta comuna, 1995 (22%) são estrangeiros oriundos de 66 nações diferentes .

## História
O local é referido pela primeira vez como "Wald" num documento de 1217. Com o direito de mercado concedido no ano 1621, Wald atinge um forte desenvolvimento no final do século XIX com várias explorações florestais e agrícolas, e indústrias têxteis.
Hoje em dia, porém, apenas duas indústrias têxteis estão ainda em operação, mas existem cerca de 600 novas empresas de várias dimensões nos domínios da indústria e do comércio a retalho na comunidade de Wald.

## Personalidades
- Hans Coray (1906–1991), Pintor e Designer de Mobília
- Robert Grimm (1881-1958), Político e Autor
- Nicolas Lindt, Escritor
- Emil Zopfi, Escritor

## Monumentos e outros pontos de interesse
- Reformierte Kirchgemeinde Wald - Igreja Reformista
- St. Margarethen Kirche - Igreja Católica
- Evangelische Freikirche - Igreja Evangélica
- Resort Bleiche

## Transportes
A estação de comboios de Wald serve a linha S26 que faz a ligação Winterthur -Rüti ZH (-Rapperswill). A partir de Rüti ZH, consegue-se a ligação a Zurique ou a Rapperswill com o comboio S5 ou S15.
O autocarro 885 faz a ligação (Laupen-) Wald - Rüti ZH (-Rapperswill).
A duração média da viagem Wald - Zurique é cerca de 45 minutos.

## Galeria de Imagens

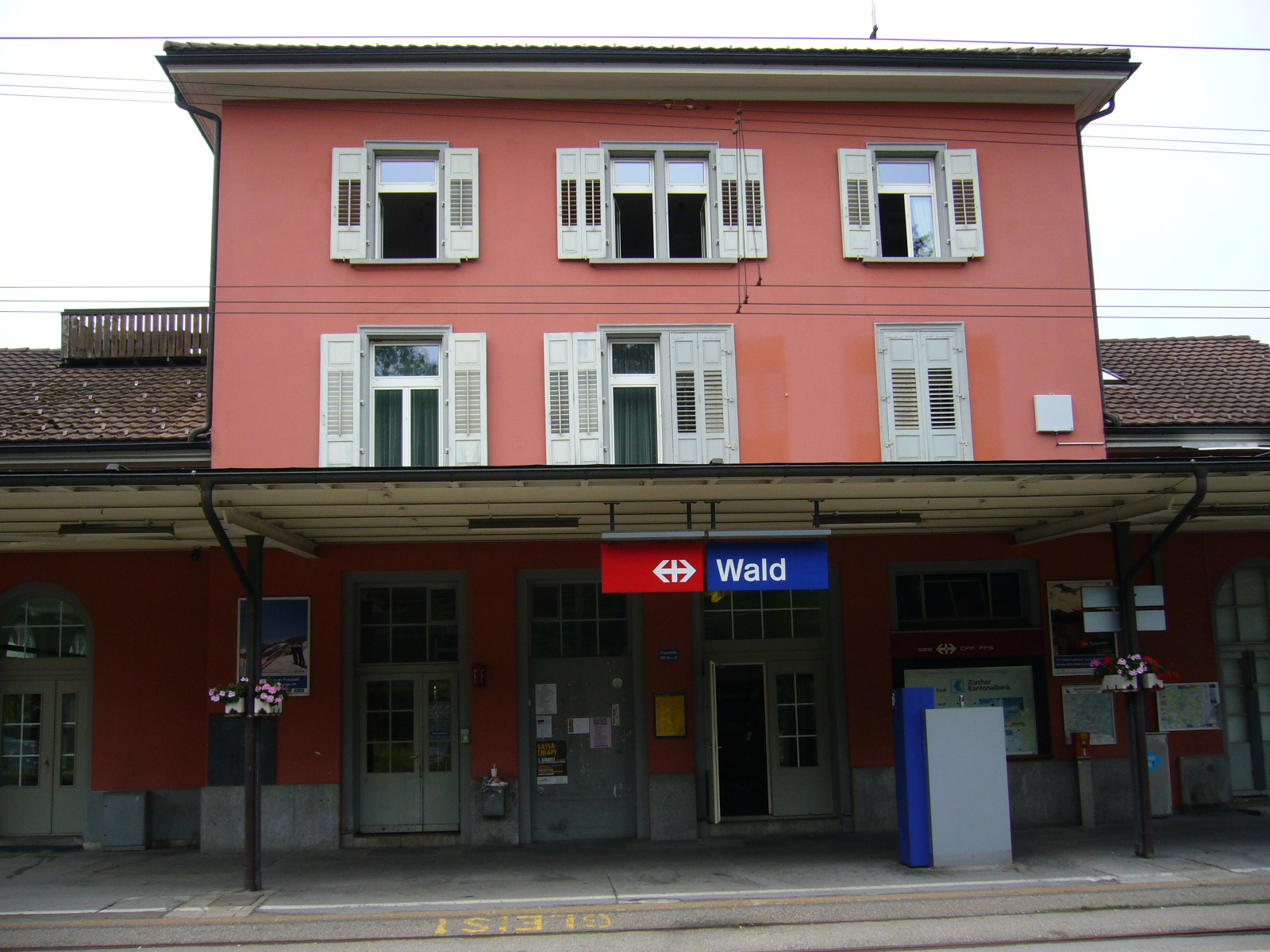
Estação de trem em Wald
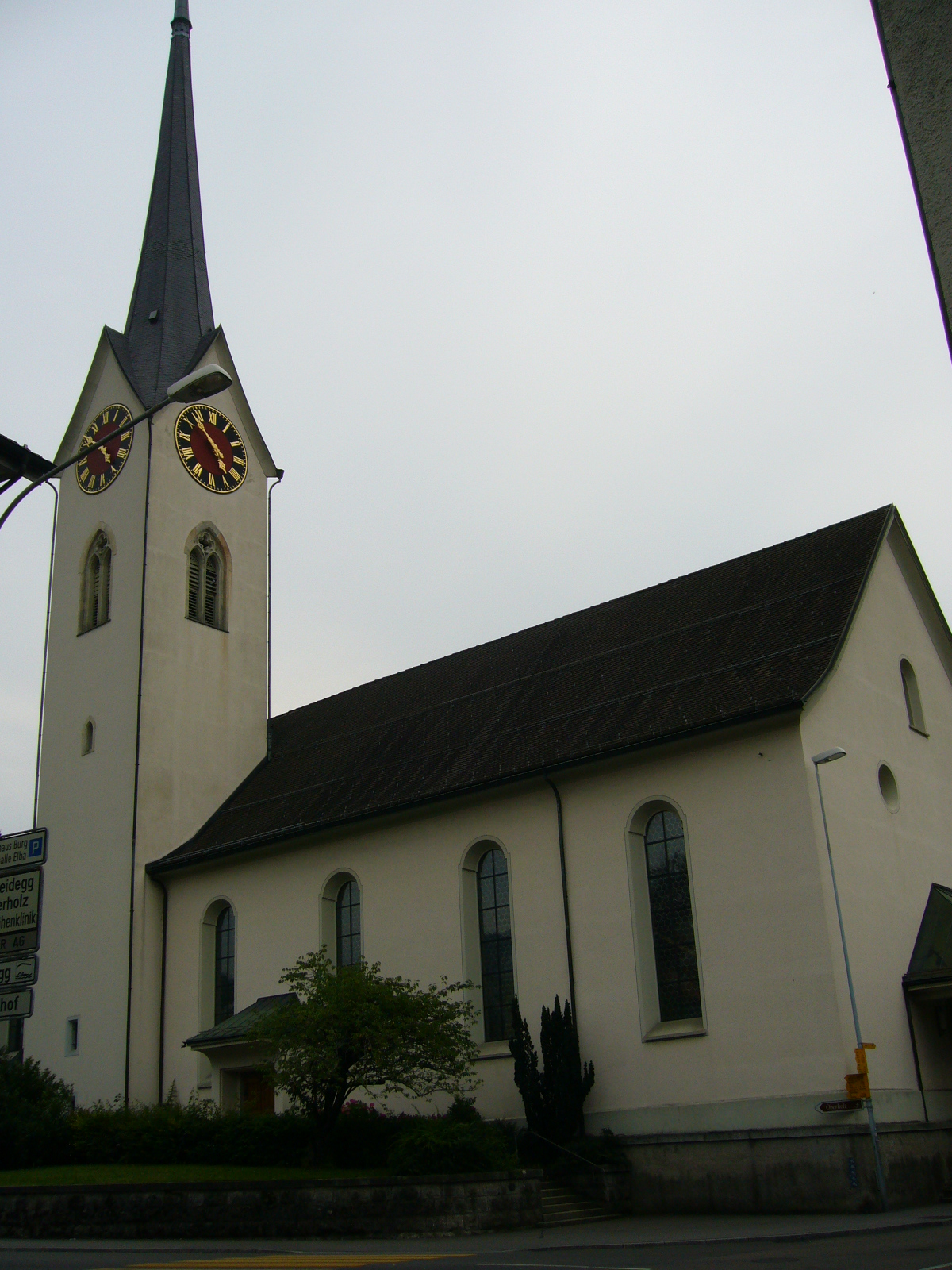
Igreja em Wald
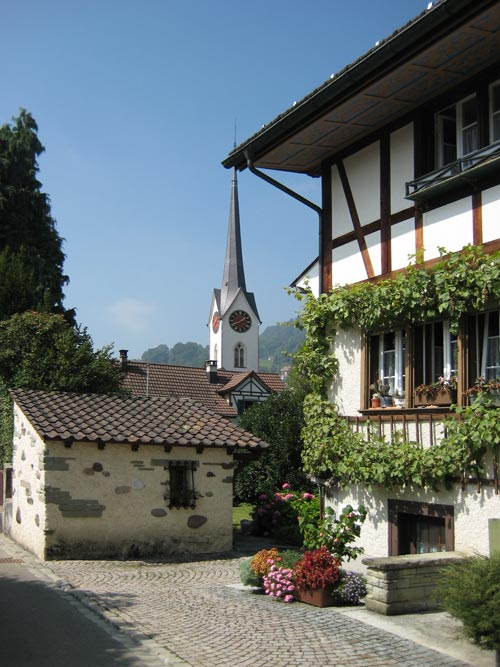
Centro de Wald
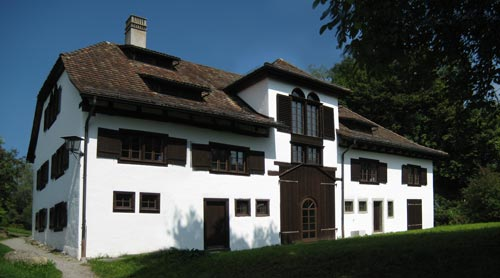
Windegg